# Дамбартон (футбольный клуб)
«Да́мбартон» (англ. Dumbarton Football Club) — шотландский футбольный клуб из города Дамбартон. Домашние матчи проводит на стадионе «Бет Батлер», вмещающем 2020 зрителей. Первый чемпион Шотландии.

## История
Дамбартон считается одним из самых великих клубов Шотландии девятнадцатого века, этот клуб выиграл 2 первых чемпионата Шотландии. С тех пор многое изменилось, последний сезон в элитном дивизионе датируется 1985 годом.
В мае 2009 Дамбартон вышел во второй дивизион Шотландии, однако, в следующем месяце, капитан Гордон «Гуидо» Леннон погиб в автокатастрофе в Инвернессе. Игра, посвященная его памяти, была проведена в ноябре 2009, все доходы от игры были направлены в помощь его молодой семье. Мика Данлопа назвали новым капитаном после трагической смерти Леннона.

## Достижения
- Шотландская Футбольная лига:
  - Победитель (2): 1890/91, 1891/92
- Первый дивизион:
  - Победитель (2): 1910/11, 1971/72
  - Серебро (2): 1907/08, 1983/84
- Второй дивизион:
  - Победитель (1): 1991/92
  - Серебро (1): 1994/95
- Третий дивизион (сейчас Вторая лига):
  - Победитель (1): 2008/09
  - Серебро (2): 2001/02, 2022/23
- Обладатель Кубка Шотландии (1): 1882/83
  - Финалист (5): 1880/81, 1881/82, 1886/87, 1890/91, 1896/97

## Клубные рекорды
- Самая крупная победа в чемпионатах Шотландии: 13-2 против Киркинтиллох Роб Рой (1888)
- Самое крупное поражение в чемпионатах Шотландии: 1-11 против Альбион Роверс (1926)
- Самое крупное поражение в Кубке лиги Шотландии: 1-11 против Эйр Юнайтед (13 августа 1952)
- Рекорд посещаемости: 18,001 против Рэйт Роверс, (2 марта 1957)
- Наибольшее количество голов в сезоне: Кенни Уилсон (38), (1971—1972)

## Форма

### Домашняя
| 2020/21 | 2021/22 | 2022/23 | 2023/24 |

### Гостевая
| 2020/21 | 2021/22 | 2022/23 | 2023/24 |

Источники:,